# 1457
1457 (MCDLVII) fue un año común comenzado en sábado del calendario juliano.

## Acontecimientos
- Construcción del Castillo de Edo (actual Tokio, Japón)
- Toma de Marienburg, en la guerra entre la Orden Teutónica y la Liga prusiana, aliada a Polonia.
- Cristián I de Dinamarca es coronado en Upsala como rey de Suecia; Carlos VIII Knutsson tiene que huir.

## Arte y literatura
- El duque Alberto VI , regente de Austria, (18-12-1418/02-12-1463) funda la Universidad de Friburgo.

## Nacimientos
- 28 de enero: Enrique VII de Inglaterra: Rey de Inglaterra y Señor de Irlanda (1485-1509)
- 22 de noviembre: Jacob Obrecht, compositor neerlandés.
- Sebastian Brant, humanista y escritor alemán.
- María de Borgoña, emperatriz de Alemania, madre de Felipe el Hermoso
- Simone del Pollaiolo conocido también como Il Cronaca, arquitecto, escultor y diseñador italiano del Renacimiento.

## Fallecimientos
- 1 de agosto: Lorenzo Valla, humanista y filósofo italiano.
- 11 de agosto: Juan Hunyadi, militar y político húngaro.
- 19 de agosto: Andrea del Castagno, pintor renacentista italiano.
- 23 de noviembre: Ladislao el Póstumo, soberano de Bohemia.
- Bernat de Pau: obispo de Gerona.